# Straža (dnevni list, Osijek)
Straža je bila hrvatski dnevnik iz Osijeka. Ove novine su počele izlaziti 1918., a prestale su izlaziti 1928.
Uređivali su ju Jovan Kockar i Teodor Skrbić.